# トロロアオイ
トロロアオイ（黄蜀葵、学名: Abelmoschus manihot ）は、アオイ科トロロアオイ属の植物。オクラに似た花を咲かせることから花オクラとも呼ばれる。原産地は中国。この植物から採取される粘液はネリと呼ばれ、和紙作りのほか、蒲鉾や蕎麦のつなぎ、漢方薬の成形などに利用される。野生原種は Abelmoschus manihot subsp. tetraphylla （Hibiscus tetraphyllus）で、インドから東南アジア、オーストラリア北部に広く分布し、そこから選抜された栽培系統がトロロアオイとされる。

## 形態
茎の高さは1 - 2メートル (m) になり、葉は長い柄がついて掌状に5 - 9裂する。茎には細くて堅い棘がある。
花期は夏から秋（8 - 9月）。茎の上部にまばらな穂状に花をつける。花の色は淡黄からやや白に近く、鮮やかな濃紫色の模様を花びらの中心につける。花は綿の花に似た形状をしており、花弁は5つ。花の大きさは10センチメートル (cm) ほどで、オクラの倍近い。一日花で、朝に咲いて夕方にしぼみ、夜になると地面に落ちる。花びらは横の方向を向いて咲くため、側近盞花（そっきんさんか）とも呼ばれる。雄蕊は多数つき、花柱は5本に分かれ青紫色をしている。
果実は蒴果で、角形で5稜あり、オクラに似ているが太くて短く、剛毛が多く熟すと固くなるため食用にはならない。熟すると褐変して割れ、種子を散らす。種子は黒色の小さな球形で、硬い。染色体数 2 n=60, 66。
根は太くて長く、根元は長さ20 cmほどの紡錘形に肥大する。根は粘液を多量に含む。温暖地では多年草となる。

## 栽培
製紙用の糊の原料、または観賞用に栽培される。本来は多年草であるが、栽培上は一年草として扱う。温暖な気候が栽培に適し、春に播種し、秋に根を収穫する。適応力が高く、温帯であればどこでも栽培可能。乾燥には強いが、土壌が湿潤すぎると品質の劣化や病気の懸念があるため、排水性の高い土壌が必要とされる。降雨については、生育中に適度に雨が降り、収穫期には降らない場所が適切である。連作とは相性が悪く、育成については数年の輪作が良い。
日本国内では広島県、神奈川県、静岡県、埼玉県などの各県で栽培されたが、生産量については茨城県は90%以上、2位の埼玉県は約6%を占める。栽培農家は高齢化が進んでいるうえに後継者難で、和紙業界から将来の調達が懸念されている。日本の栽培品種は、大熟、チリ、コブなどがあるが、草丈1 mほどの矮性品種が多い。

## ネリ
主に根部から抽出される粘液を「ネリ（糊）」と呼び、根を打ち砕いて水につけたものを和紙の紙漉きの際の糊として用いる。コウゾ、ミツマタなどの植物の繊維を均一に分散させるための添加剤として利用される。日本ではガンピ（雁皮）という植物を和紙の材料として煮溶かすと粘性が出て、均質な良い紙ができたと言われ、それがネリの発想の元となったという説がある。
根を十分に洗い、打解し、水に一昼夜漬けておくと粘性分である多糖類が出てくるので、濾して塵などを除去して使用する。抽出したネリは保存がきかず、腐りやすいため冬の気温が低い時期に紙漉きが行われる。紙漉き場などに行くとクレゾール臭がしていることがあるが、これはトロロアオイを防腐処理のためクレゾールなどに漬けているからである。トロロアオイを乾燥させて保存しておく事も可能だが、粘性が落ちると感じる人もいるようである。
現在、機械抄き和紙はもちろん、手すき和紙の中でも古来の方法でネリを使用しているところは少なく、ポリアクリルアミドなどの化学薬品を合成ネリとして使用しているところが増えている。
なお、中国の手漉き紙である宣紙（画宣紙）は繊維原料もカジノキなどを使う点で異なるが、添加する植物粘液にもトロロアオイは使わず、ナシカズラ（楊桃藤）、楡皮、枇杷根などが用いられている。

## 食用
インドやジャワには多くの品種が分化していて、茎葉の若くて軟らかいところは野菜として生で食べられる。若い果実はオクラのように食用にする。
同属植物であるオクラと異なり、実は不味で食用に適さないが、紙漉きのためにトロロアオイを栽培する地域では、ネリには不要な花を食用に供することもある。花野菜（エディブル・フラワー）として家庭菜園などで栽培されることもあり、花弁を生のままサラダにしたり、天婦羅、湯がいて三杯酢などで酢の物として食される。特有のぬめりがあり美味であるが、一日花であるため市場にはほとんど流通しない。花にはフラボノイドが含まれる。

## 医薬品
外皮を剥いだ根を乾燥したものが黄蜀葵根（おうしょくきこん）である。現代では薬用として用いられることは稀であるが、アルテア根の代用として、煎剤を丸薬を練るときのつなぎにする。主成分はペントサン (pentosan) などからなる粘液で、約16%含まれる。
根はアナルセックスで使用される通和散の原料として千年以上前から使用されてきた。これはヒドロキシエチルセルロースが薬効成分で現代で直腸の触診や下部内視鏡検査などで肛門から異物挿入する時に使用される医療用潤滑剤の主成分でもある。同じアオイ科トロロアオイ属のオクラなどにはヒドロキシエチルセルロースが含まれておらずトロロアオイだけの特徴である。